# Proatta butteli
Proatta butteli är en myrart som beskrevs av Auguste-Henri Forel 1912. Proatta butteli ingår i släktet Proatta och familjen myror. Inga underarter finns listade i Catalogue of Life.

## Bildgalleri

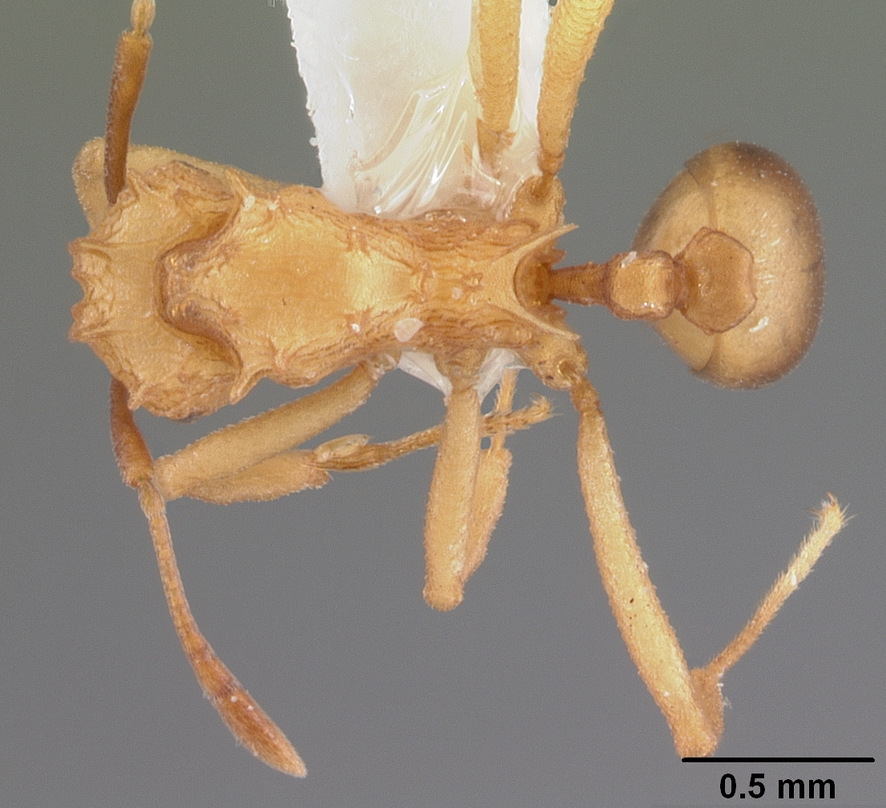
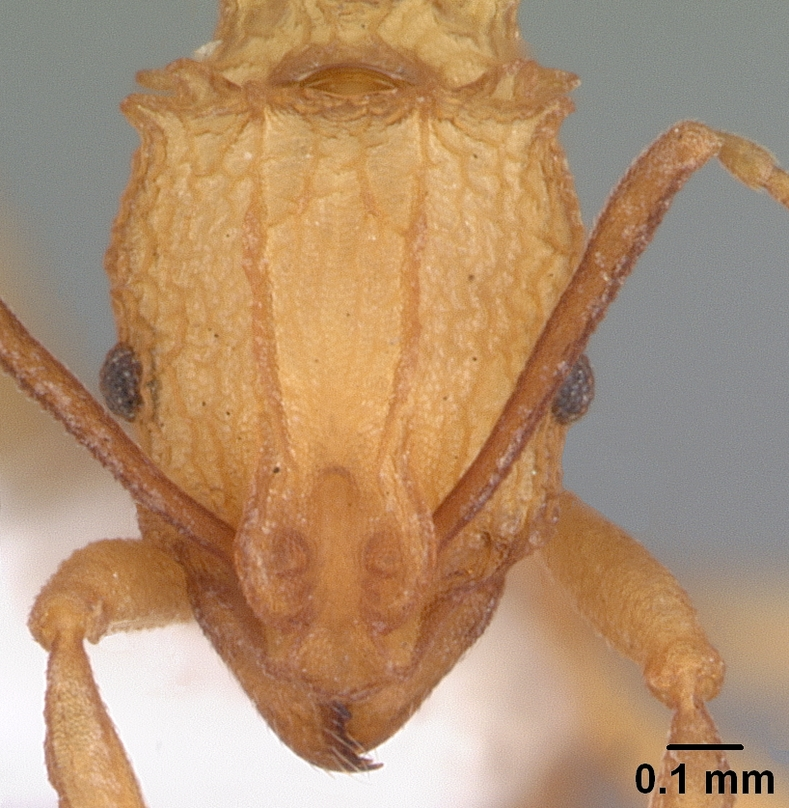
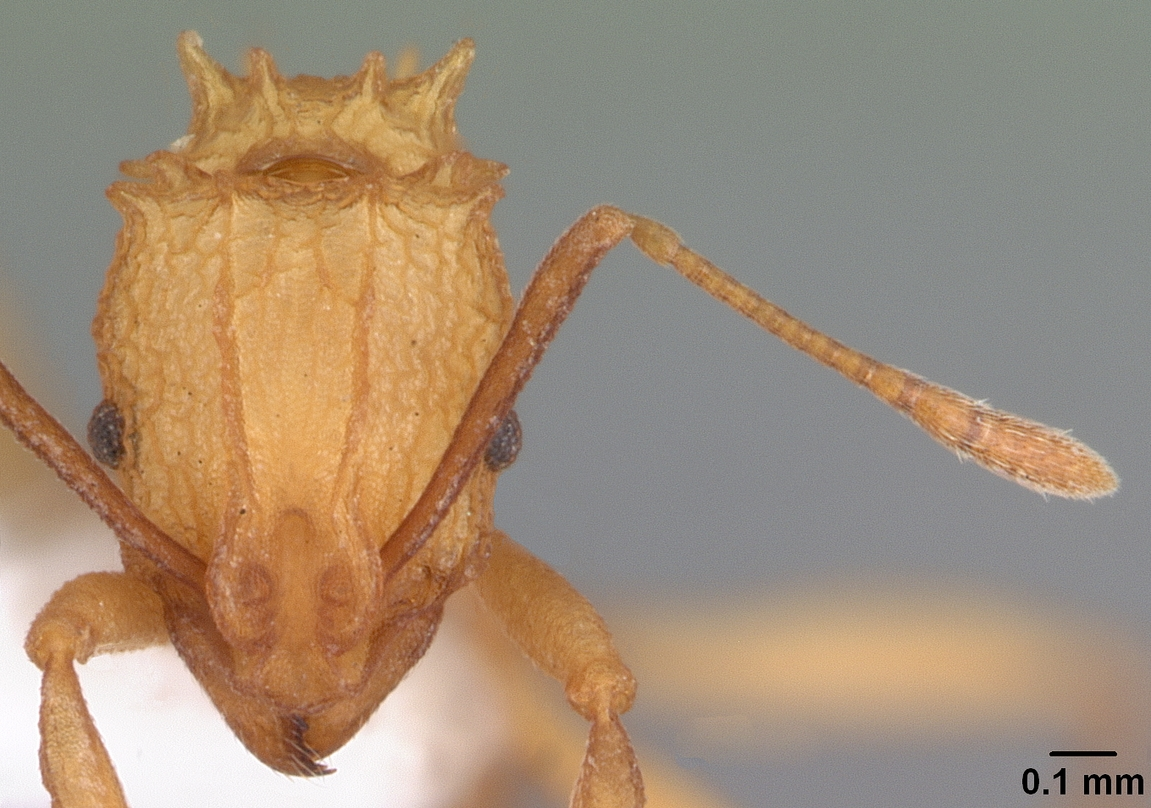
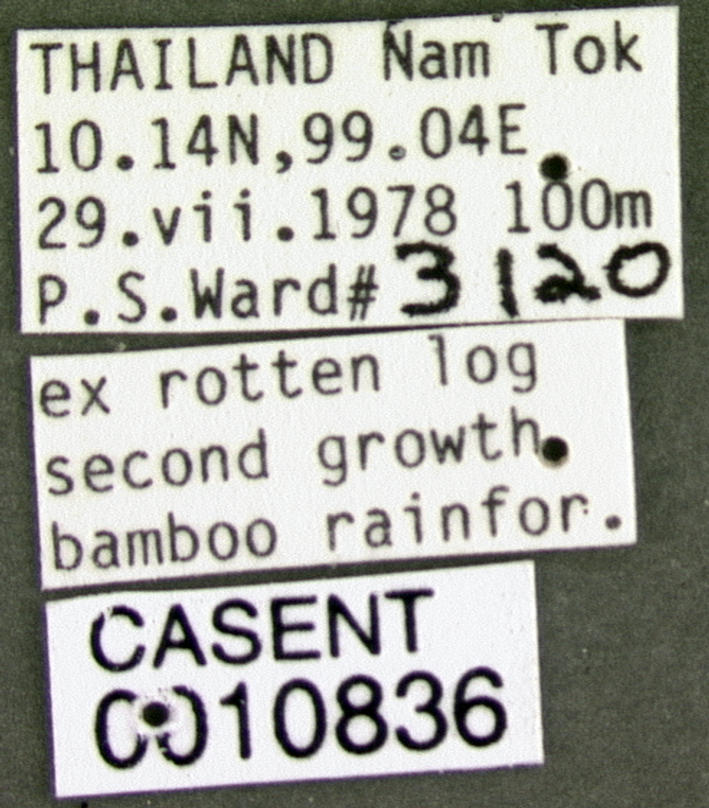
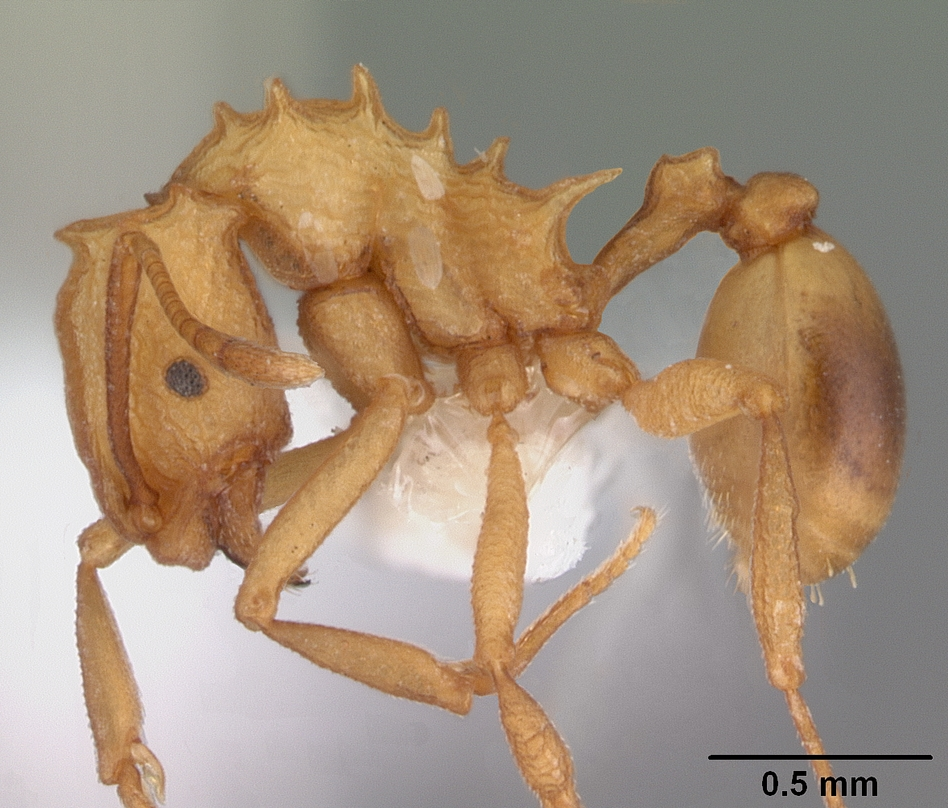
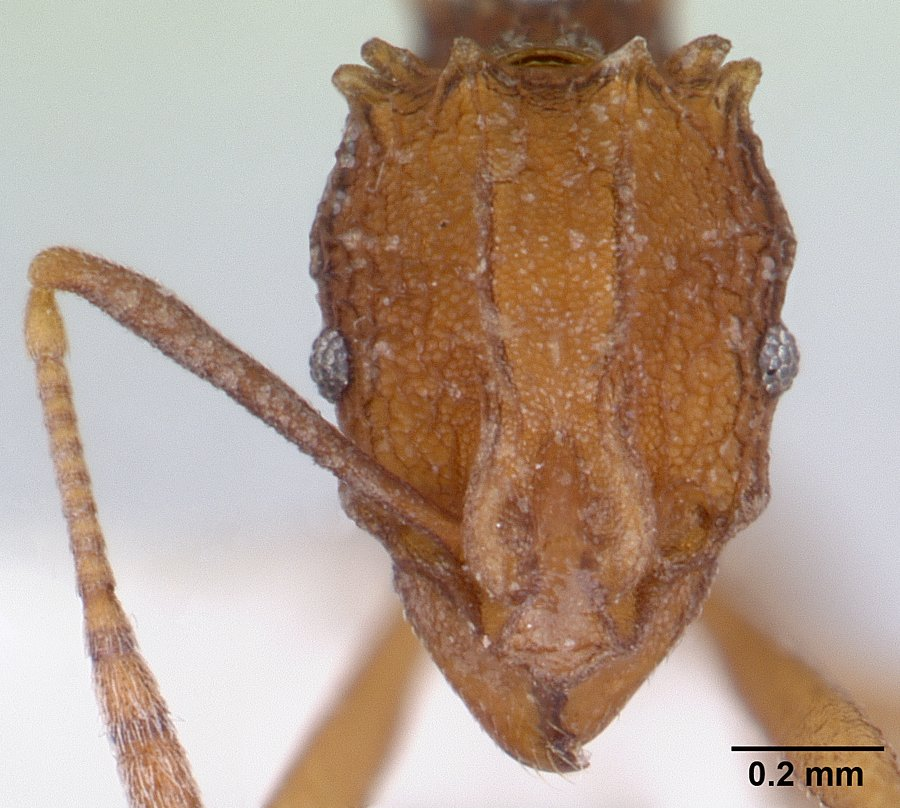